# Venaco

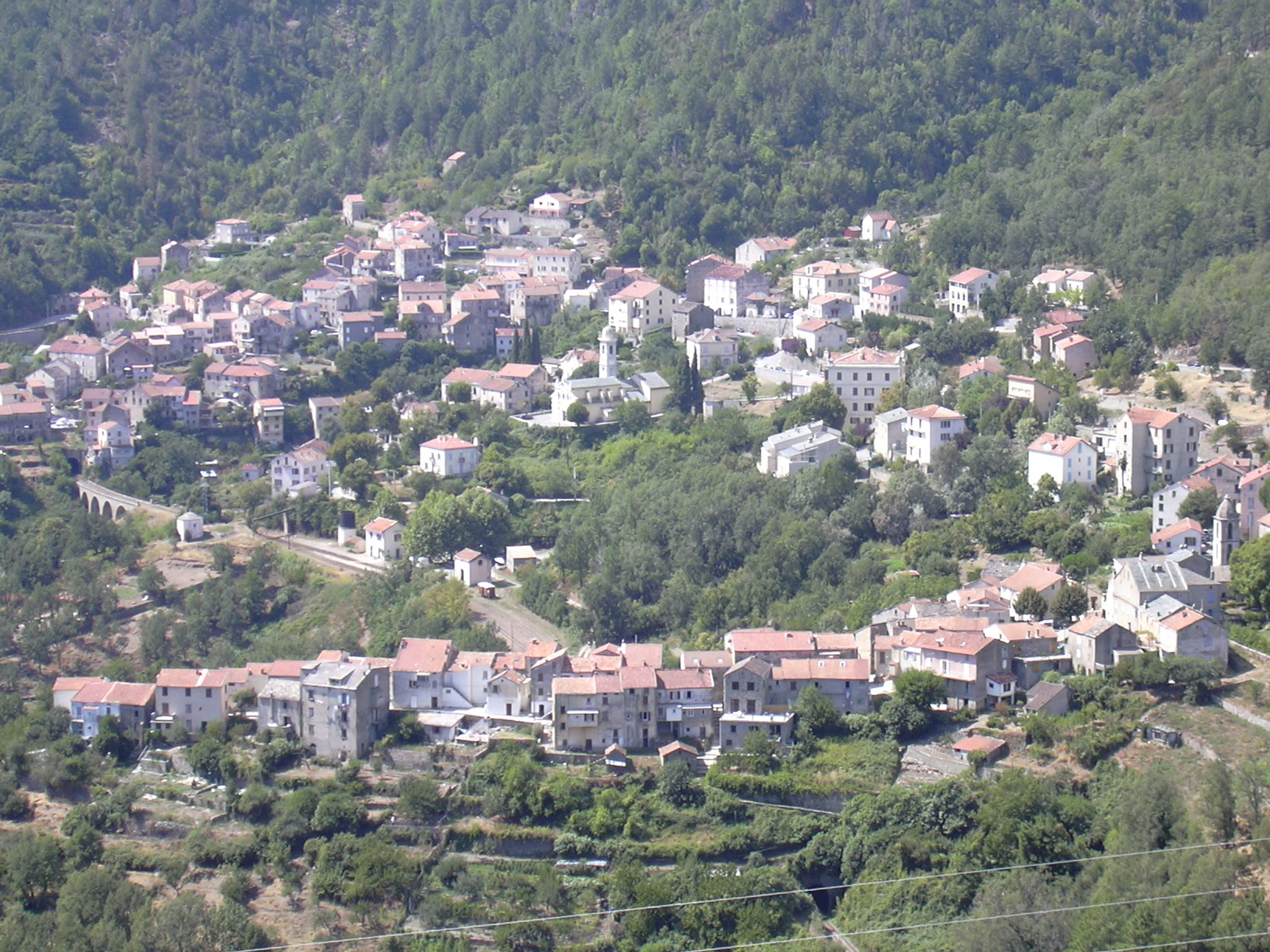
Venaco

Venaco (kors. U Serraghju) – miejscowość i gmina we Francji, w regionie Korsyka, w departamencie Górna Korsyka.
Według danych na rok 1990 gminę zamieszkiwały 614 osoby, a gęstość zaludnienia wynosiła 11 osób/km².